# Karle, Hassan
Karle là một làng thuộc tehsil Hassan, huyện Hassan, bang Karnataka, Ấn Độ.